# 2000 AD
2000 AD és una revista setmanal de còmics anglesa, publicada per primera volta el 26 de febrer de 1977.
Al llarg de més de dos mil números, la revista ha publicat sèries com A.B.C. Warriors, The Ballad of Halo Jones d'Alan Moore, Judge Dredd, Rogue Trooper o Sláine de Simon Bisley.

## Cronologia
El primer editor de la revista fon Pat Mills, que s'encarregà de quasi tota la faena, inclòs el procés creatiu dels còmics, ja que n'editava les històries i en guionitzà alguna com Nemesis: Terror Tube, dibuixada per Kevin O'Neill; Richard Burton fon l'editor entre 1987 i 1994, encara que coneixia la revista des d'abans de la seua gènesi, ja que publicava un fanzine intitulat Comic Media News i coneixia Bolland i Gibbons; el neozelandés David Bishop en fon l'editor més jove (amb vint-i-quatre anys) quan s'encarregà de la capçalera el 1996, que llavors Fleetway estigué a punt de tancar-la, i fins a l'any 2000, quan la comprà Rebellion; llavors Andy Diggle assumí el càrrec fins 2001 i, en desembre d'eixe any, el seu assistent Matt Smith ascendí a editor alhora que mudaren la redacció de Londres a Oxford.
Per al número 2.000, publicat en setembre del 2016, l'editor Matt Smith contactà un any abans amb autors que ja havien publicat en 2000 AD com Brian Bolland, Mick McMahon, O'Neill o Dave Gibbons per a què participaren en l'especial: Gibbons, que no hi havia fet res des del 1987, fon el primer en lliurar la seua col·laboració.

## Continguts
| A.   | Títol       | Guió      | Artistes       | Altres |
| ---- | ----------- | --------- | -------------- | ------ |
| 1977 | Judge Dredd | Wagner    | Ezquerra       |        |
| 1983 | Sláine      | Pat Mills | Angela Kincaid | Bisley |

Algunes de les sèries més populars de la revista són:
- Sinister Dexter (Dan Abnett i David Millgate, 1995)
- Judge Anderson: Psi-Division (John Wagner i Brian Bolland)
- Rogue Trooper (Gerry Finley-Day i Dave Gibbons, 1981)
- Zenith (Grant Morrison, Steve Yeowell i Brendan McCarthy, 1987)
- D.R. & Quinch (Alan Moore i Alan Davis, 1981)
- The Ballad of Halo Jones (Alan Moore i Ian Gibson)
- Strontium Dog (John Wagner i Carlos Ezquerra)
- ABC Warriors (Pat Mills, Kevin O'Neill, Mike McMahon i Brendan McCarthy)
- Nikolai Dante (Robbie Morrison i Simon Fraser, 1997)
- Tharg's Future Shocks (div. autors)